# کودک کار در نامیبیا
کودک کار در نامیبیا (انگلیسی: Child labour in Namibia) در باره شرایط کودکان کار در نامیبیا بحث می‌کند. در باره کودکان کار در نامیبیا همیشه گزارش وجود ندارد. این بحث در مورد سوء استفاده از کودکان مانند به‌کارگیری اجباری یا داوطلبانه آنها در کارهای کشاورزی، گله‌داری یا فروشندگی است.

## زمینه
دولت نامیبیا در سال ۲۰۰۰ پیمان حداقل سن برای کار کودکان (C138) مربوط به سازمان بین‌المللی کار ILO را تصویب کرده‌است. بعلاوه این کشور در سال ۱۹۹۰ پیمان‌نامه حقوق کودک سازمان ملل را نیز به تصویب رساند. این کشور گرچه منشور حقوق و رفاه کودکان آفریقایی را امضا کرد اما تا کنون آنرا به تصویب نرسانده‌است.

## نظر سنجی
در یک نظر سنجی که در سال ۱۹۹۹ انجام گرفت مشخص شد که مقوله کودکان کار در نامیبیا مخصوصا در بخش کشاورزی واقعی است. نتایج پیگیری نظر سنجی که در ماه دسامبر سال ۲۰۰۵ انجام شد در معرض عام قرار نگرفت. گزارش سال ۲۰۱۳ سازمان غذا و کشاورزی اعلام کرد که پدیده کودکان کار در این کشور به‌خصوص در گله‌داری وجود دارد، و کودکان از اوان جوانی در این کار مورد بهره‌کشی قرار می‌گیرند. خطراتی که از کار گله‌داری متوجه کودکان است، «اختلال فیزیکی در رشد روانی و اجتماعی او»، مواجهه با طوفان و هوای بسیار نامساعد جوی و سرایت بیماری احشام به کودک است.

## اقدامات قانونی
در بین سالهای ۲۰۰۶ و ۲۰۰۸ کشور در حال عملی کردن برنامه حذف کودکان از کار در نامیبیا بود، که در ماه فوریه سال ۲۰۰۸ مورد قبول عامه ملت قرار گرفت. این طرح با همکاری سازمان بین‌المللی کار ILO برنامه «بسوی از بین بردن بدترین اشکال کار کودکان» انجام شد. کمیته برنامه مشورتی کودکان کار (PACC) که معرف ادارات دولتی، سازمان کار و اشتغال و راهنمائی‌های جامعه مدنی هست این طرح را اجرا و پیشرفت آن را تأیید نمود.